# Tasnin
Tasnin (arab. تسنين) – miejscowość w Syrii, w muhafazie Hims. W 2004 roku liczyła 2713 mieszkańców.